# 5610 Balster
5610 Balster è un asteroide della fascia principale. Scoperto nel 1977, presenta un'orbita caratterizzata da un semiasse maggiore pari a 2,8045457 UA e da un'eccentricità di 0,0400392, inclinata di 3,34561° rispetto all'eclittica.